# Ion Adrian Zare
Ion Adrian Zare (11. května 1959 Oradea – 23. února 2022 Oradea) byl rumunský fotbalista, obránce a reprezentant Rumunska.

## Fotbalová kariéra
V rumunské lize hrál za týmy FC Bihor Oradea, FC Dinamo București, Victoria București a Farul Constanţa. S Dinamem Bukurešť získal v roce 1986 rumunský fotbalový pohár. Dále hrál v maďarské lize za BFC Siófok a Pécsi MFC. V Poháru UEFA nastoupil v 8 utkáních. Za reprezentaci Rumunska svazu nastoupil v letech 1984–1987 v 7 utkáních. Byl členem rumunské reprezentace na Mistrovství Evropy ve fotbale 1984, nastoupil v utkání proti Německu.

## Ligová bilance
| Ročník                          | Zápasy | Góly | Klub                |
| ------------------------------- | ------ | ---- | ------------------- |
| Liga I 1977/78                  | 6      | 0    | FC Bihor Oradea     |
| Liga I 1978/79                  | 28     | 0    | FC Bihor Oradea     |
| Liga II 1979/80                 | -      | -    | FC Bihor Oradea     |
| Liga II 1980/81                 | -      | -    | FC Bihor Oradea     |
| Liga II 1981/82                 | -      | -    | FC Bihor Oradea     |
| Liga I 1982/83                  | 34     | 2    | FC Bihor Oradea     |
| Liga I 1983/84                  | 34     | 3    | FC Bihor Oradea     |
| Liga I 1984/85                  | 16     | 1    | FC Bihor Oradea     |
| Liga I 1984/85                  | 17     | 2    | FC Dinamo București |
| Liga I 1985/86                  | 26     | 1    | FC Dinamo București |
| Liga I 1986/87                  | 27     | 0    | Victoria București  |
| Liga I 1987/88                  | 17     | 3    | Victoria București  |
| Liga I 1988/89                  | 10     | 0    | Victoria București  |
| Liga I 1989/90                  | 10     | 0    | Farul Constanţa     |
| Maďarská fotbalová liga 1989/90 | 9      | 2    | BFC Siófok          |
| Maďarská fotbalová liga 1990/91 | 28     | 1    | BFC Siófok          |
| Maďarská fotbalová liga 1991/92 | 30     | 2    | BFC Siófok          |
| Maďarská fotbalová liga 1992/93 | 20     | 2    | BFC Siófok          |
| Maďarská fotbalová liga 1993/94 | 28     | 1    | Pécsi MFC           |
| CELKEM Rumunská fotbalová liga  | 225    | 12   |                     |
| CELKEM Maďarská fotbalová liga  | 100    | 7    |                     |